# Palaemnema distadens
Palaemnema distadens – gatunek ważki z rodziny Platystictidae. Występuje na terenie Ameryki Środkowej.